# Cantó de Liévin-Nord
El cantó de Liévin-Nord és un cantó francès del departament del Pas de Calais, situat al districte de Lens. Té un municipi i part del de Liévin.

## Municipis
- Grenay
- Liévin (part)

## Història
| Data d'elecció                           | Identitat            | Partit           | Qualitat |
| ---------------------------------------- | -------------------- | ---------------- | -------- |
| 1945-1981                                | Henri Darras         | SFIO, després PS |          |
| 1981-1988                                | Jean-Pierre Kucheida | PS               |          |
| 1988-1994                                | Michel Lardez        | PS               |          |
| 1994-2008                                | Daniel Breton        | PCF              |          |
| 2008-                                    | Michel Lardez        | PS               |          |
| les dades anteriors no són pas conegudes |                      |                  |          |
|                                          |                      |                  |          |

## Demografia
| A partir de 1990: Població sense dobles comptes |